# Schwedische Landesaufnahme von Vorpommern

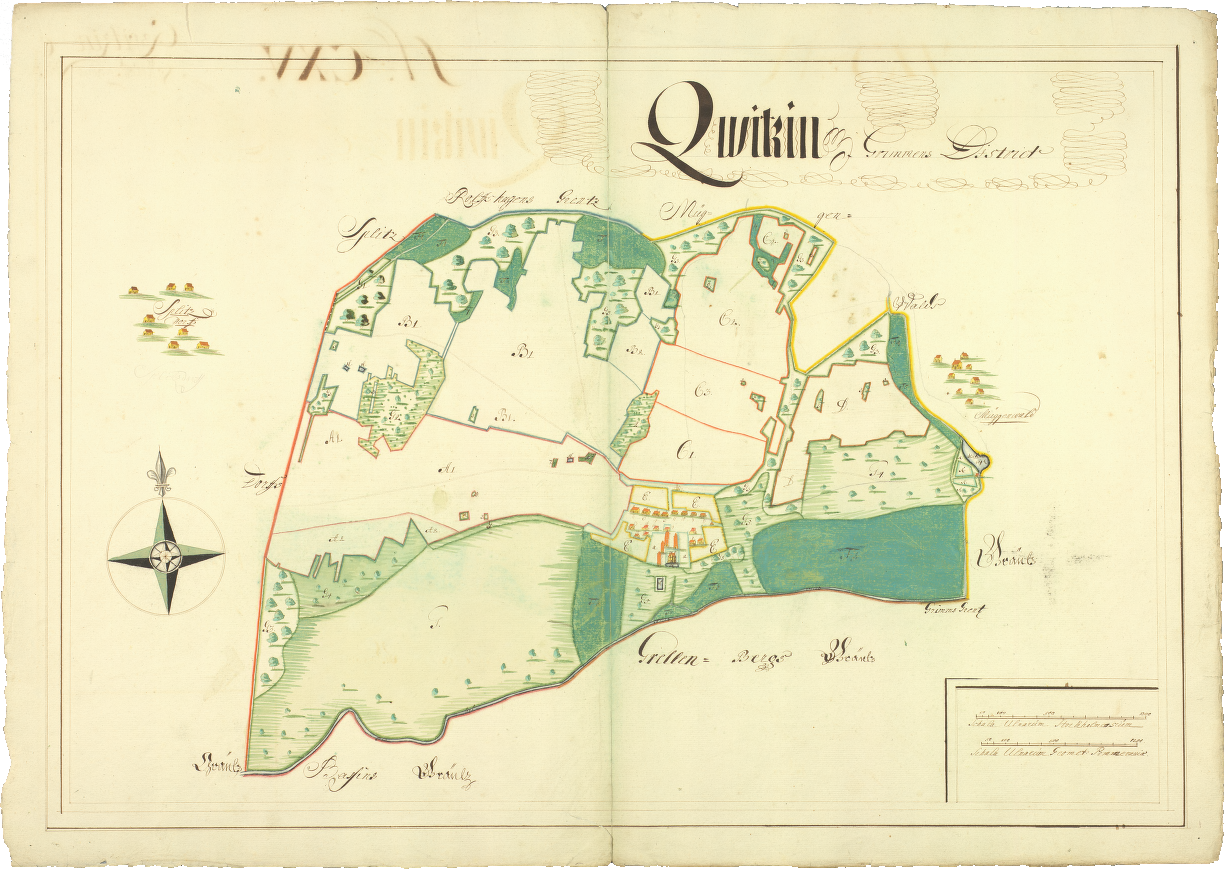
Matrikelkarte von Quitzin 1696

Die Schwedische Landesaufnahme von Vorpommern ist eine in den Jahren 1692 bis 1709 durchgeführte Kartierung Schwedisch-Pommerns und der Herrschaft Wismar in Mecklenburg. Es entstand dabei das älteste Katasterwerk Deutschlands, das auf einer einheitlichen und trigonometrisch (Triangulationsverfahren) exakten Landesvermessung beruhte. Mit über 1700 erhaltenen handgemalten Karten, zahlreichen Kopien und 77 Beschreibungsbänden ist die Schwedische Landesaufnahme auch heute eine archivalische Quelle einmaligen Ranges für die Erforschung der Geschichte Pommerns.

## Geschichte
Nach dem Ende des Dreißigjährigen Krieges gelangten unter anderem der westliche Teil Pommerns im Frieden von Osnabrück sowie die Stadt Wismar mit der Insel Poel und dem Amt Neukloster an Schweden. Große Teile der west-oderischen Besitzungen hatte die schwedische Krone bereits im Laufe des Schwedisch-Brandenburgischen Krieges verloren. Die schwedische Zentralregierung benötigte eine Grundlage für die Besteuerung des bewirtschafteten Grundbesitzes im neuen Landesteil. Die alten pommerschen Hufenmatrikel (sog. Kahldensche Matrikel) waren zu ungenau und durch die Kriegsereignisse nicht mehr auf aktuellem Stand. Auch fehlten in ihnen die ritterschaftlichen Besitzungen, für die keine Steuern erhoben wurden, dafür aber Lehnsdienste zu leisten waren. Von den Landständen waren es deshalb besonders die Angehörigen der Ritterschaft, die einer Neuaufmessung und einer Neubewertung der wirtschaftlichen Grunddaten ablehnend gegenüberstanden, mussten sie doch bei einer Veränderung des Steuersystems mit höheren Abgaben rechnen. Es gelang den Landständen über Jahre hinweg, eine Neuvermessung zu verhindern.
Der schwedisch-pommersche Kammerpräsident Gerdt Anton Rehnskiöld musste auf der Grundlage alter, Matrikel genannter Verzeichnisse der steuerpflichtigen Hufen ein behelfsmäßiges Besteuerungssystem aufbauen, das teilweise auf Schätzungen beruhte und damit der Realität wenig entsprach, aber trotzdem die Grundlage für die Anklamer Steuerrepartition von 1658 bildete. Diese bestand darin, dass man sich auf eine fiktive Gesamthufenzahl von 10.000 einigte, von denen die Städte die eine Hälfte, die in Distrikten organisierten adligen Güter und die königlichen Ämter die andere unter sich aufteilten. Konflikte wie der Zweite Nordische Krieg und der Schwedisch-Brandenburgische Krieg verhinderten eine Neuerfassung der Daten. Eine am 12. April 1681 vom schwedischen König Karl XI. befohlene Lustration scheiterte daran, dass es in Schwedisch-Pommern keine geeigneten Landvermesser gab und man sich mit den pommerschen Landständen nicht auf die Bedingungen einigen konnte. Aber auch unter den Landmessern gab es Differenzen, etwa in der Anwendung der Steuerklassen oder hinsichtlich der Normierung der Längenmaße.
Karl XI. entschied schließlich 1690, die Landesvermessung von einer königlichen Kommission durchführen zu lassen; solche Vermessungen waren von schwedischer Seite durchaus üblich, wie die geometrischen Karten über Schweden und Livland (damals auch im Besitz der schwedischen Krone) zeigen. 1691 wurden neun Landmesser (Brynolf Hesselgren, Olof Spaak, Simon Skragge, Arvid Carlmark, Anders Jernström, Peter Wiesing, John Iser, Johan Gabriel Höök und Lars Hafman), überwiegend Studenten aus Uppsala, angeworben, die Mai 1691 nach Pommern kamen und 1692 im südlichen Schwedisch-Pommern bei Stettin und wenig später auch bei Wollin mit den Vermessungen begannen. Die Landesaufnahme umfasste den Teil Pommerns westlich der Oder mit Stettin sowie die östlich gelegenen Gebiete Altdamm und Gollnow. Der Raum um Greifswald wurde 1696 und 1697 bearbeitet. Die Aufnahme der ländlichen Wohnplätze und Feldmarken und anschließend der Stadtfeldmarken wurde bis 1698 weitgehend abgeschlossen.
Des Weiteren wurden die Ländereien der Herrschaft Wismar von den Landmessern dieser Kommission vermessen. Der Umfang der Herrschaft Wismar war vergleichsweise klein und die Finanzverwaltung war eng an die Pommerns gebunden. 1695 erfolgte die Vermessung des Amtes Neukloster, 1698 folgte im Anschluss an die letzten Vermessungen im Umland von Demmin die Aufnahme der Insel Poel. Auch diese Karten und Beschreibungen werden – obzwar nicht pommersch – zu Beständen des Landesaufnahme gezählt, was mitunter daran liegt, dass mit Arvid Carlmark und Brynolf Hesselgren neben einem unbekannten Vermesser offensichtlich Landmesser der für Pommern eingesetzten Kommission hier tätig waren. Historisch waren diese Karten aber kurz nach der Vermessung vom übrigen Bestand getrennt und dem Wismarar Tribunal übergeben worden.
Anschließend erfolgte eine detaillierte Vermessung und Beschreibung der Städte. Zwölf vorpommersche Städte machten Angaben zu ihren Verhältnissen und Einwohnern, während elf Städte den Fragenkatalog der Landmesser unbeantwortet ließen. Auf Befehl und mit genauen Instruktionen Karls XII. erfolgten in den Jahren 1705 bis 1708 die eigentlichen detaillierten Stadtvermessungen. Dieses zeitaufwändige Verfahren wurde jedoch nur in einem Stadtteil Stettins für wenige Grundstücke durchgeführt. Nach einem vereinfachten Verfahren wurden dann der restliche Hauptteil von Stettin sowie Stralsund, Greifswald, Wolgast und Anklam vermessen und beschrieben.
Für die Beschreibungen der ländlichen Gemarkungen wurde nach einem einheitlichen Schema vorgegangen. Nach Grundinformationen wie Zeitpunkt und Lagebeziehungen des aufgenommenen Ortes, Besitzverhältnissen und Verwaltungszugehörigkeit wurden die Besitzer der Grundstücke aufgeführt. Zu den Berechnungen der Gemarkungsflächen erfolgten Angaben der Nutzungsarten. Die in den Annotationen erfolgte Bewertung der Nutzungsarten und die hier zusätzlich gemachten Angaben zu Aussaatmengen und Erträgen der Nutzflächen und zu Einkommen und Abgaben der Einwohner ermöglichten einen Überblick über die Leistungsfähigkeiten der Orte. Aber auch Angaben über Zölle, archäologische Stätten oder Burgruinen wurden verzeichnet. In den Jahren der Vermessung und den nächsten Folgejahren wurde ein beachtlicher Anteil ungenutzter Flächen wieder als Acker nutzbar gemacht, was eine Nachmessung bzw. Neuerfassung gewisser Flächen (1703–1705) erzwang.
Insgesamt haben die Landmesser ca. 8700 km2 vermessen. Bei der Vermessung wurde zunächst ein Feldriss (Konzeptkarte) erstellt, von denen sich jedoch soweit bekannt nur ein einziger erhalten hat (Mukran, Beilage zu Wostewitz, im LA Greifswald, Rep 6a BXI 82). Anschließend wurden davon ausgehend die Reinzeichnungen (Renovationskarten) erstellt. Davon gibt es zwei Grundtypen, etwas aufwändiger gestaltete „Urkarten“ und etwas schlichtere „Reinkarten“. Erstere sollten mitsamt sämtlichen anderen mitder Vermessung verknüpfen Dokumentation an die königliche Landesvermessungsbehörde in Stockholm geschickt werden, während Zweitere vermutlich für die Regierung in Pommern gedacht waren.
Während des Nordischen Krieges gelangten die Karten und Beschreibungen größtenteils in dänischen Besitz. Nachdem Vorpommern südlich und östlich der Peene nach dem Großen Nordischen Krieg zu Preußen gekommen war, handelte Preußen die Übergabe eines Teils der Karte aus. Die Regierung Friedrich Wilhelms I. erkannte die Bedeutung des Werkes und machte die schwedische Landesaufnahme zur Grundlage der Neuordnung der Besteuerung im neuen Landesteil. Im schwedisch gebliebenen Teil Vorpommerns scheiterte dagegen die Umsetzung weiterhin am Widerstand der Landstände. Von den Kopenhagen verbliebenen Karten wurden 1852/53 circa 700 weitere den Preußen als Geschenk übergeben. Sie gelangten dort in die sogenannte Kriegs- und Domänenkammer und wanderten – als sie nicht mehr benötigt wurden – letztlich ins Staatsarchiv zu Stettin, das aus dem Provinzialarchiv hervorgegangen war.
Im 19. Jahrhundert ersetzten die Preußischen Messtischblätter die Karten des schwedischen Landesaufnahme weitestgehend und der Bestand geriet teilweise zwischenzeitlich in Vergessenheit. Das galt insbesondere für die in Stralsund verwahrten Bestände, welche die bis 1815 von Schweden regierten Teile Pommerns (nördlich der Peene) betrafen. Nach ihrer Wiederentdeckung Anfang des 20. Jahrhunderts wurden auch diese Karten nach Stettin verbracht.

## Wissenschaftliche Aufarbeitung
Die schwedischen Matrikelkarten waren im 18. und 19. Jahrhundert bekannt, fanden aber nur selten in Veröffentlichungen Beachtung. In einer Dissertation von F. A. von Üsdom wurden die Matrikel 1739 erstmals erwähnt. Die nächste Nennung erfolgte 1771 in den „Historisch-geographischen Nachrichten“ von Johann Carl Conrad Oelrichs. Thomas Heinrich Gadebusch zog die Karten 1793 zur Bestimmung der Fläche Schwedisch-Pommerns heran. Im 19. Jahrhundert erfolgte nur eine Erwähnung in Friedrich Gustav Schimmelpfennigs Abhandlung über die Grundsteuerverfassungen Preußens.
Erst Anfang des 20. Jahrhunderts wurden die Karten bei der Regierung in Stralsund wieder aufgefunden. Nachdem der kurzen Besprechung der Landesaufnahme beim Viktor Ekstrand (1901) setzte sich 1905 zuerst der preußische Landmesser Carl Drolshagen intensiv wissenschaftlich mit den Karten auseinander. Die von Fritz Curschmann und Ernst Bernheim geforderte wissenschaftliche Edition wurde durch den Ausbruch des Ersten Weltkriegs und mangelnde Kapazitäten der Historischen Kommission für Pommern behindert. In den Jahren 1920 bis 1923 veröffentlichte Carl Drolshagen ein zweibändiges Werk, das immer noch zu den grundlegenden Schriften zur schwedischen Landesaufnahme gezählt wird.
An der Universität Greifswald begann nach dem Ersten Weltkrieg die wissenschaftliche Auswertung und Umsetzung der Matrikelkarten der Schwedische Landesaufnahme von Vorpommern schwerpunktmäßig unter dem Geographiehistoriker Fritz Curschmann. Mit Unterstützung der Deutschen Forschungsgemeinschaft wurde 1936 unter Curschmanns Leitung mit einer Edition des Matrikelwerkes begonnen. Wegen verschiedener Schwierigkeiten, nicht zuletzt aufgrund des Zweiten Weltkriegs, konnte der erste Beschreibungsband erst 1948 erscheinen, zwei Jahre nach Curschmanns Tod.
Nach dem Zweiten Weltkrieg gelangte der Großteil der Karten, der sich nach Kriegsende in Anklam befand, in das Landesarchiv in Greifswald, wo es archiviert wurde. Dabei folgten die Signaturen im Wesentlichen den Stempeln der Preußischen Regierung: A-Karten sind Reinkarten im Landesarchiv Greifswald, B-Karten & C-Karten sind hauptsächlich Urkarten (alle in Greifswald: LA + Uni), doch zählen sie auch 15 Extrakte (CII b38) und zwei Kopien (CVII c67a und CVI d73). D-Karten sind ein Set von über 100 Kopien von Gemarkungen von Rügen. Die Reinkarten im Bestand der Uni Greifswald (s. u.) sind mit den A-Karten vergleichbar, wurden jedoch mit anderen Signaturen (DM) archiviert. Zur Einteilung nach den Sektionen vgl. Lisa Rätz und Uwe Rodig, 1984.
Die weitere Veröffentlichung kam ohne Curschmann zum Erliegen; weder gab es finanzielle Mittel, noch politischen Willen für eine Aufarbeitung. Erschwerend kam in der SBZ und der DDR hinzu, dass der Gebrauch des Begriffes „Vorpommern“ 1947 als angeblich revisionistisch verboten wurde. In den 1950er und 1960er Jahren arbeiteten der Greifswalder Geograph Ernst Rubow († 1958) und seine Frau Marianne Rubow-Kalähne weiter an der Zusammenzeichnung der Karten und der Übersetzung der Beschreibungen. Es gelang jedoch nur wenige Messtischblätter als Druck herauszubringen. Eine Veröffentlichung der übersetzten Beschreibungsbände scheiterte an der veränderten Personalsituation im Staatsarchiv Greifswald. Die wichtigsten Arbeiten zum Matrikelwerk aus der folgenden Zeit stammen von Eginhard Wegner.
Nach der Wende konnte das Editionsprojekt wieder aufgenommen werden. Seit 1992 erschienen mehrere Bände mit Übersetzungen der Beschreibungen. Die Karten aus dem Bestand des Instituts für Geographie der Universität Greifswald wurden zwischen 2008 und 2011 digitalisiert und über das Internet der Öffentlichkeit zugänglich gemacht. Allerdings konnten zuletzt (2024/25) Abweichungen zwischen dem Verzeichnis im Findbuch (Arbeit von Rätz und Rodig) und den Digitalisaten hinsichtlich der Angabe des Kartentyps (Urkarte/Reinkarte bzw. Typ A/B/C/D) für die 1455 im Landesarchiv befindlichen Karten festgestellt werden.

## Bestände

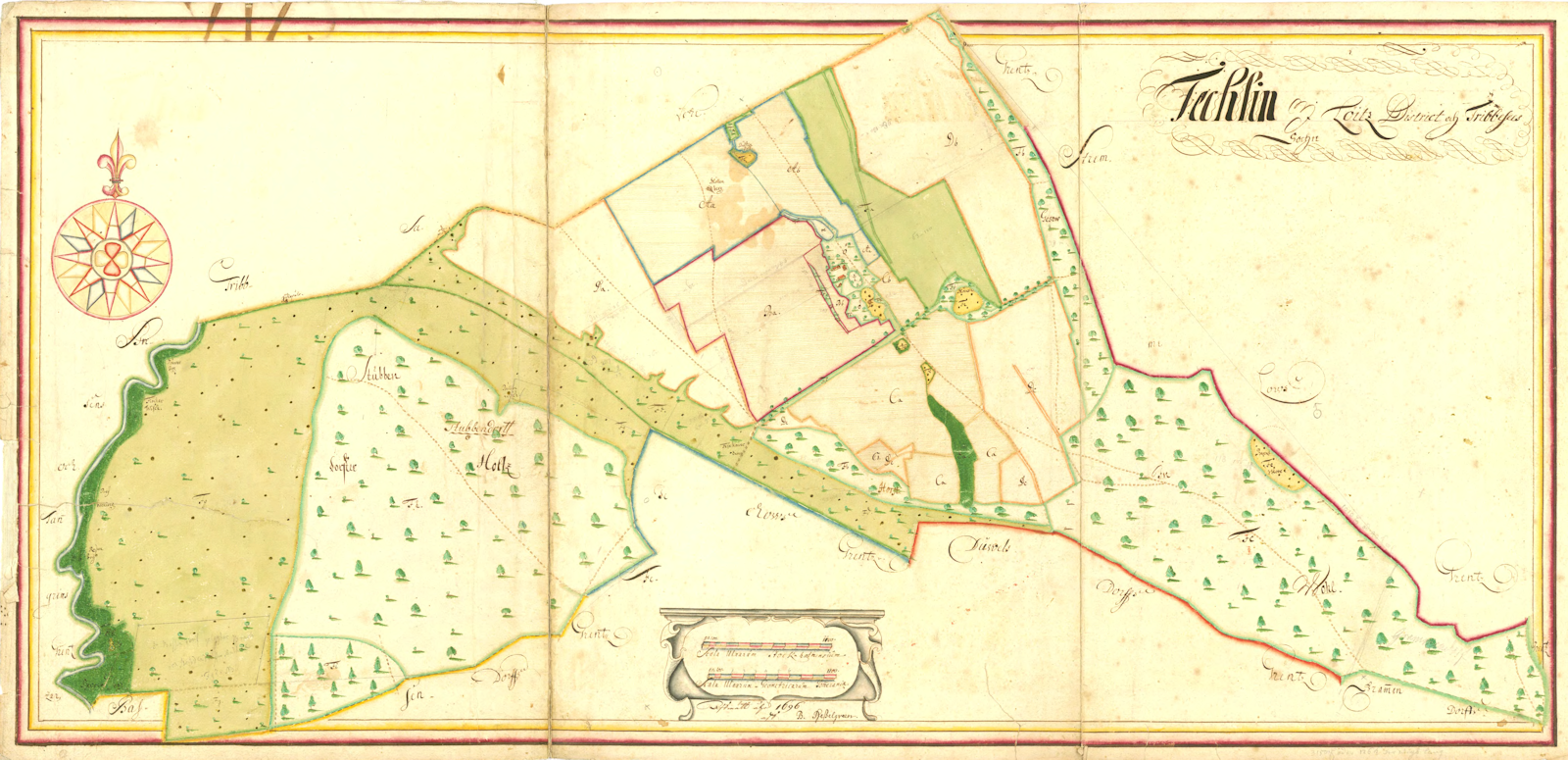
Matrikelkarte von Techlin bei Tribsees

- Landesarchiv Greifswald: 847 Urkarten, 598 Reinkarten, 74 Registerbände (?)
- Geographisches Institut der Universität Greifswald: 127 Reinkarten (?)
- Dänische Königliche Bibliothek in Kopenhagen: 83 Karten (Porada 2004, S. 18–22)[9]
- Reichsarchiv Stockholm: 1 Urkarte, 75 Reinkarten, 3 Beschreibungsbände (?)
- Landeshauptarchiv Schwerin: 1 Reinkarte[15] (von Poel, das nicht zu Pommern gehört, jedoch gemeinsam mit Wismar und Neukloster unter schwedischer Herrschaft stand)

Von den Grundstücksbeschreibungen in den Städten, die für Anklam, Greifswald, Stettin, Stralsund und Wolgast angefertigt worden sind, existieren vollständig nur noch diejenigen für Stralsund und Wolgast. Von ursprünglich fünf Bänden für Stettin sind immerhin vier heute noch vorhanden. Einer von zwei Bänden für Greifswald ging ebenso verloren wie der Band für Anklam. Daneben existieren jedoch von allen schwedisch-pommerschen Städten und von Wismar Beschreibungen, die im Zuge der allgemeinen Vermessungen des platten Landes angefertigt worden sind.

### Editionen
- Historische Kommission für Pommern, Landesarchiv Greifswald (Hrsg.) in Zusammenarbeit mit der Gesellschaft für pommersche Geschichte, Altertumskunde und Kunst: Die schwedische Landesaufnahme von Vorpommern 1692–1709. Karten und Texte.
  - Städte:
    - Band 1: Heinz Jüpner, Hans G. Lange (Bearb.): Wolgast. 1993, ISBN 3-930066-11-4.
    - Band 2: Heiko Wartenberg, Ivo Asmus (Bearb.): Greifswald. Steinbecker Verlag, Greifswald 2002.
    - Band 3/1: Dirk Schleinert (Bearb.): Stettin - Lastadie und Vorstädte. Greifswald 2004
    - Band 3/2: Dirk Schleinert (Bearb.): Stettin - Passauer Viertel. Kiel 2005, ISBN 3-937719-29-6.
    - Band 4: Heiko Wartenberg (Bearb.): Barth. Verlag C. Ludwig, Kiel 2007, ISBN 978-3-937719-53-5.
    - Band 3/3: Dirk Schleinert (Bearb.): Stettin - Kessiner Viertel. Kiel 2013, ISBN 978-3-86935-201-5.

- - Ortsbeschreibungen.
    - Band 1: Heinz Jüpner, Hans G. Lange (Bearb.): Insel Usedom. Axel Dietrich Verlag, 1994, ISBN 3-930066-12-2.
    - Band 2/1: Marianne Rubow-Kalähne, Heiko Wartenberg (Bearb.): Insel Rügen - Halbinsel Jasmund. Steinbecker Verlag, Greifswald 1996, ISBN 3-931483-07-X.
    - Band 2/2: Heiko Wartenberg (Bearb.): Insel Rügen - Mönchgut. Steinbecker Verlag, Greifswald 2002.
    - Band 2/3: Heiko Wartenberg (Bearb.): Insel Rügen - Südostrügen. Steinbecker Verlag, Greifswald 2012.
    - Band 3: Eginhard Wegner, Marianne Rubow-Kalähne (Bearb.): Distrikt Wolgast. Teil I: Nördlich der Ziese (Land Wusterhusen). Steinbecker Verlag, Greifswald 1999, ISBN 3-931483-21-5.
    - Band 4: Eginhard Wegner, Marianne Rubow-Kalähne, Heiko Wartenberg (Bearb.): Die Dörfer der Stadt Greifswald. 2 Bände. Steinbecker Verlag, Greifswald 2000
    - Band 5: Eginhard Wegner, Marianne Rubow-Kalähne, Heiko Wartenberg (Bearb.): Die Dörfer der Universität Greifswald. 2 Bände. Steinbecker Verlag, Greifswald 2001

  - Sonderbände
    - Sonderband 1: Eginhard Wegner (Bearb.): Das Land Loitz zwischen 1200 und 1700. Ein Beitrag zu einer historisch-geographischen Untersuchung Vorpommerns. Dirk Schleinert (Hrsg.), Ludwig, Kiel 2009, ISBN 978-3-86935-010-3.
    - Sonderband 2: Michael Busch, Stefan Kroll, Jens Olesen, Martin Schoebel, Reinhard Zölitz (Hrsg.): Die schwedische Landesaufnahme von Pommern 1692–1709 – Perspektiven eines Editionsprojekts. Beiträge des Workshops am 9. und 10. Oktober 2009 im Pommerschen Landesmuseum Greifswald. Ludwig, Kiel 2011, ISBN 978-3-86935-050-9.

- außerhalb dieser Reihe:
  - Marianne Rubow-Kalähne: Matrikelkarten von Vorpommern 1692-1698 nach der schwedischen Landesaufnahme. Eine kurze Erläuterung zu den Kartenblättern Neuenkirchen, Greifswald, Wusterhusen und Hanshagen. Leipzig 1960.
  - Owe Gustavs: Hiddensee 1695. Schwedische Landesaufnahme 1692-1709. Aus dem Schwedischen übersetzt und mit einem Kommentar herausgegeben. Rostock 1998, ISBN 3-9806246-0-9.
  - Dirk Schleinert: Die schwedische Landesaufnahme der Insel Poel 1698. (Quellen und Studien aus den Landesarchiven Mecklenburg-Vorpommerns. Band 9). Edition Temmen, Bremen 2009, ISBN 978-3-86108-064-0.

### Weiterführende Literatur
- Ingvar Lindqvist: Schwedische Landesaufnahme Pommerns: Anmerkungen zu den Beständen und den Karten von Olde Warp (Altwarp). In: Baltische Studien. Pommersche Jahrbücher für Landesgeschichte. Bd. 110 NF, Kiel 2025, ISBN 978-3-86935-480-4, ISSN 0067-3099, S. 111–131.
- Ivo Asmus: Die geometrische Landesvermessung von Schwedisch-Pommern 1692-1709. In: Baltische Studien. Pommersche Jahrbücher für Landesgeschichte. 82. Jg., 1996, ISSN 0067-3099, S. 79–98.

- Ivo Asmus: Erfarenheter kring en nyutgåva av de svenska matrikelkartorna över Vorpommern. In: Birgitta Roeck Hansen (Hrsg.): Nationalutgåva av de äldre geometriska kartorna. Konferens i Stockholm 27 - 28 november 2003 (Konferenser, 57). Kungl. Vitterhets Historie och Antikvitets Akademien, Stockholm 2005, ISBN 91-7402-347-0, S. 81–94.

- Carl Drolshagen: Die schwedische Landesaufnahme und Hufenmatrikel von Vorpommern als ältestes deutsches Kataster. 2 Bände, von Bruncken, Greifswald 1920–1923.

- Eginhard Wegner, Heiko Wartenberg: Die schwedische Landesvermessung von Vorpommern 1692 - 1709. In: Historische Kommission für Pommern in Verbindung mit dem Vorpommerschen Landesarchiv Greifswald (Hrsg.): Die schwedische Landesaufnahme von Vorpommern 1692 - 1709. Städte ; Band 1: Wolgast. besorgt von Heinz Jüpner. Aus dem älteren Neuschwed. ins Dt. übers. von Hans-Günter Lange. - [Peenemünde] 1992, OCLC 256731158, S. 7–15.

- Haik Thomas Porada: Pommersche Karten aus der Schwedischen Landesvermessung in der Königlichen Bibliothek Kopenhagen : mit einem Exkurs über Quellen zur schwedischen Landesaufnahme im Staatsarchiv Stettin. In: Pommern. Zeitschrift für Kultur und Geschichte. 42. Jg., Nr. 2, 2004, ISSN 0032-4167, S. 18–22.

- Michaela Riebau: Die schwedische Matrikelkarte von Vorpommern und ihre Bedeutung für die Erforschung der Bodendenkmäler. In: Beiträge zur Ur- und Frühgeschichte Mitteleuropas. Band 41. Beier & Beran, Langenweißbach 2006, ISBN 3-937517-19-7.

- Historische Geographie und Kulturlandschaftsforschung. Beiträge zum Gedenkkolloquium für Dr. Eginhard Wegner am 4. Mai 2001 in Greifswald. In: Reinhard Zölitz-Möller (Hrsg.): Greifswalder Geographische Arbeiten. Nr. 22. Ernst-Moritz-Arndt-Universität Greifswald, Greifswald 2001, ISBN 3-86006-177-X (formal falsch) (PDF (7,68 MB) (Memento vom 13. Juni 2013 im Internet Archive))., daraus:
  - Martin Schoebel: Steuer, Landesaufnahme und Kartierung im frühneuzeitlichen Pommern - Quellenkundliche Annotationen zur historischen Landesforschung.
  - Eginhard Wegner: Ein Beitrag zur Geschichte der Stadtdörfer Greifswalds.
  - Heiko Wartenberg: Die Stadt Greifswald zur Zeit der Schwedischen Landesaufnahme.
- Mats Höglund: Ett lantmäteri med landets resurser, in: Maria Gussarson Wijk, Mats Höglund und Bo Lundström (Hg.): Med kartan i fokus, Stockholm 2016, S. 52–129.